# Maria zur Hohen Stiege

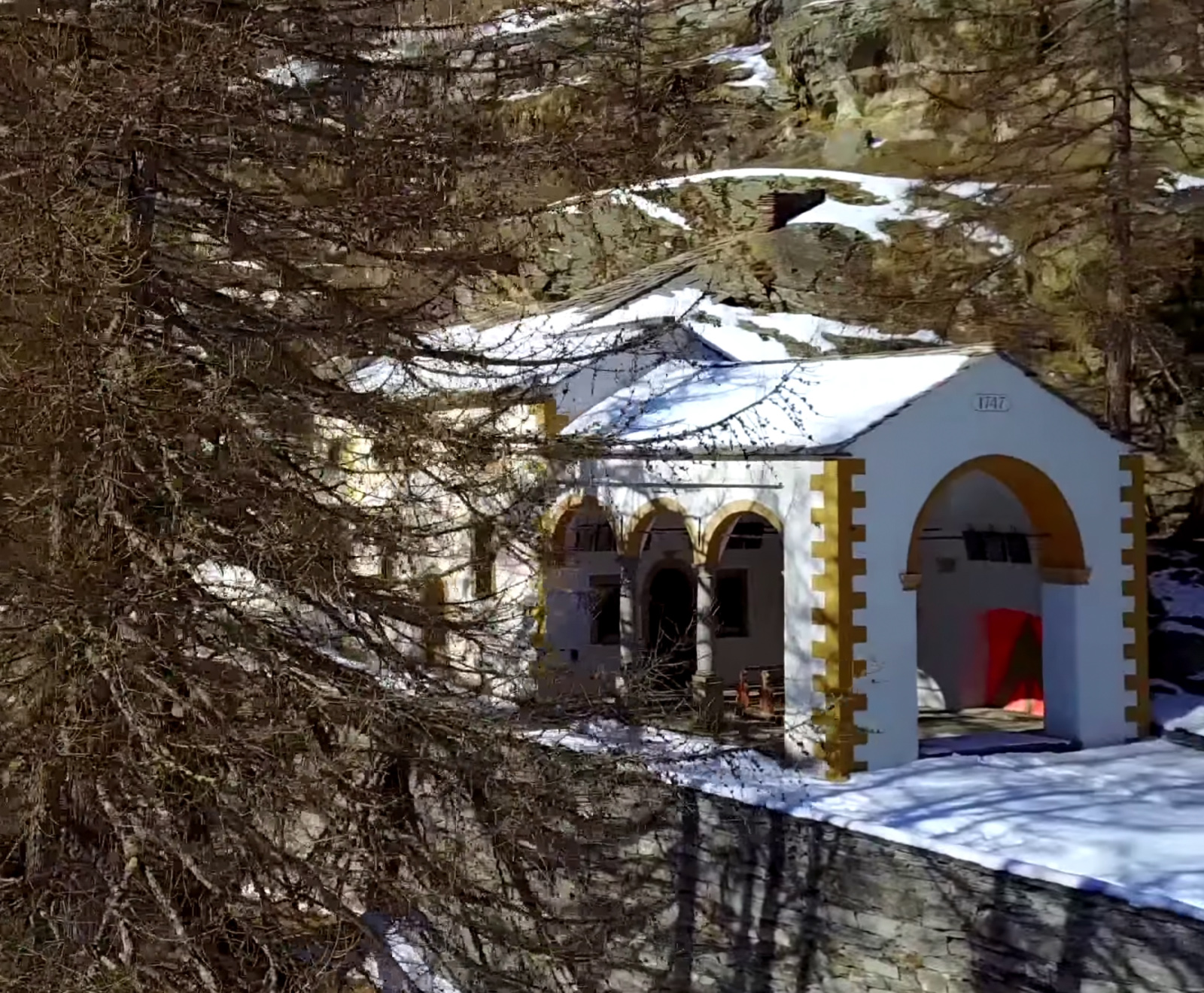
Winterliche Ansicht von 2017

Die Kapelle Maria zur Hohen Stiege steht in Saas-Fee am Kapellenweg.

## Geschichte, Lage und Architektur

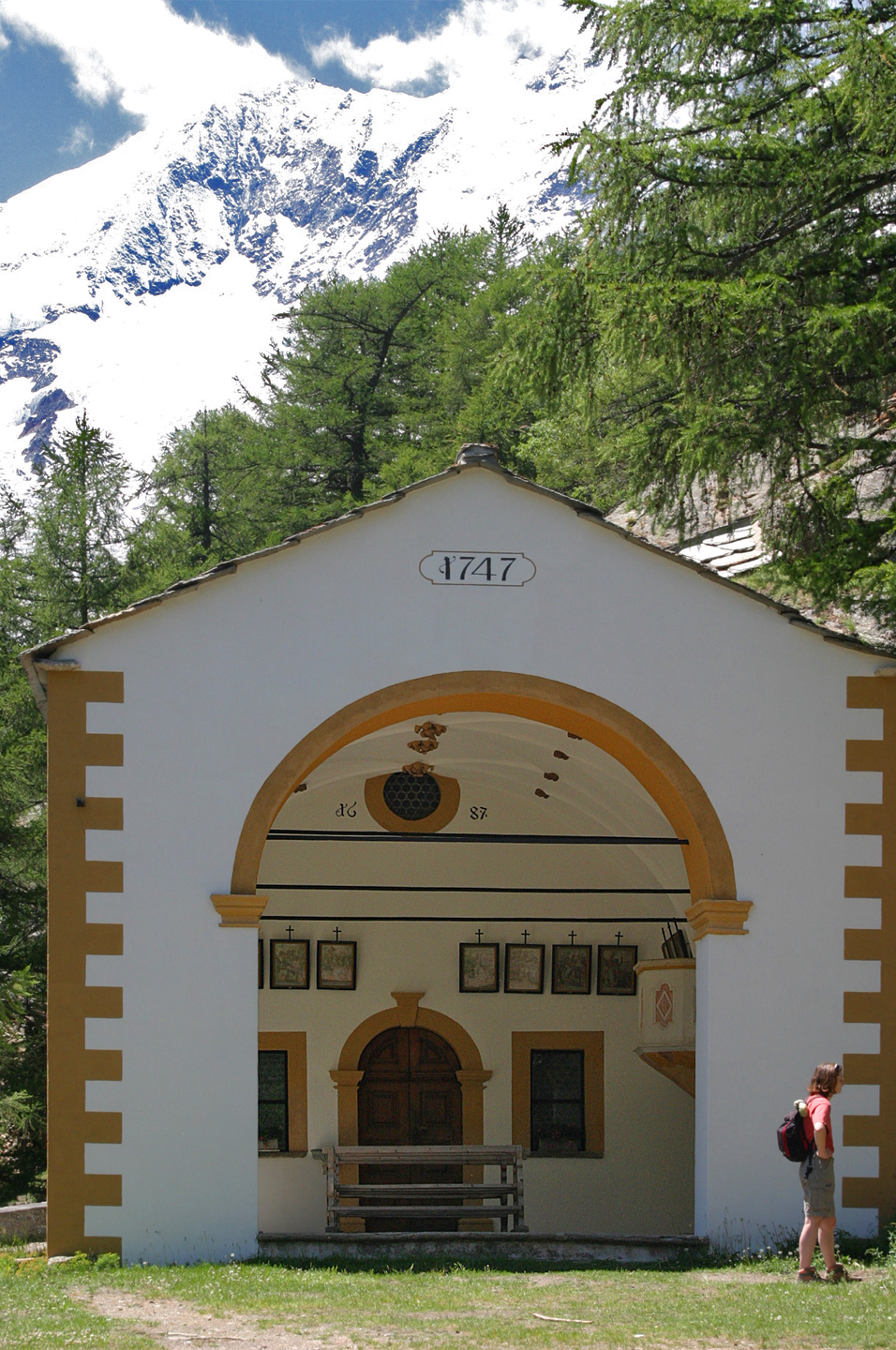
Blick in die Vorhalle (2004)

Zuvor stand dort nur ein Bildstock. Den älteren, hochbarocken Teil der Kapelle errichtete 1687 der Saaser Steinmetz und Baumeister Anton Ruppen. 1747 wurde für die immer zahlreicheren Pilger eine grosse offene Vorhalle mit italienischen Arkaden angebaut, in der Festmessen abgehalten werden können. Die Jahreszahlen sind unter anderem am Schiffsgiebel des älteren Teiles und am Giebel der Vorhalle zu sehen. 
Zuerst erwähnt wurde die Kapelle 1695. Der Hochaltar stammt von 1695 bis 1709, vermutlich von einem italienischen Altmeister. Die Retabel des Seitenaltars gestaltete um 1698 Anton Ruppen. Die Kapelle ist das grösste und bedeutendste Bauwerk am Kapellenweg zwischen Saas-Grund und Saas-Fee. Ansonsten gibt es dort 15 von 1708 bis 1711 errichtete kapellenartige Bildstöcke, die den Geheimnissen des Freudenreichen-, des Schmerzhaften- und des Glorreichen Rosenkranzes gewidmet sind. 

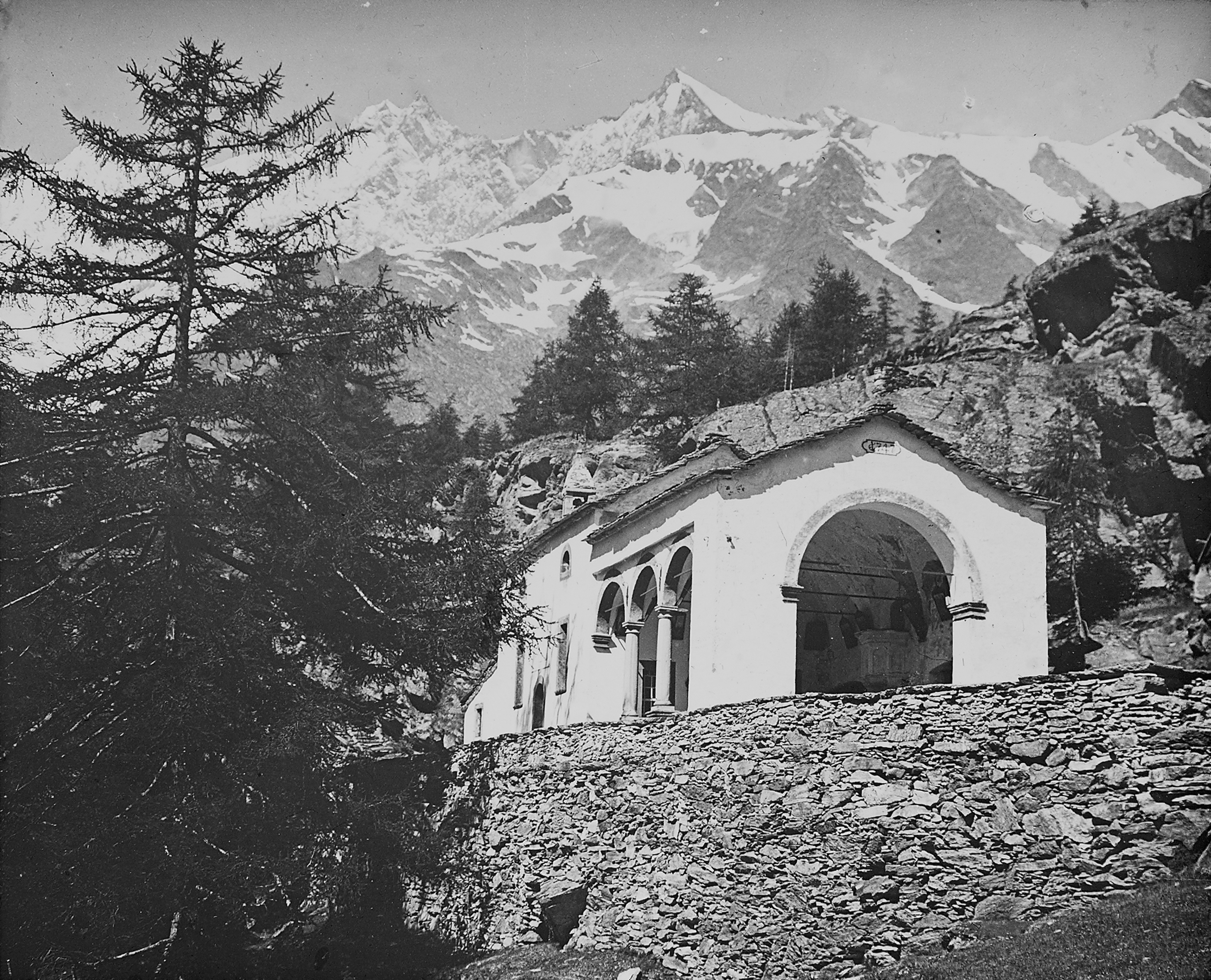
Ansicht von 1918

1956 bis 1958 wurde die Kapelle samt ihrer Ausstattung renoviert, 1982 bis 1983 folgte eine Aussenrenovierung.
Sie wird nach der Hohen Stiege genannt, einer nahe gelegene Steintreppe von 1704 mit 77 Monolithen-Staffeln. Ob der Name Maria zur Hohen Stiege ursprünglich auch darauf zurückgeht, ist unklar. Der Pfarrer Peter Zurkirchen nennt sie bereits 1695 ad altus gradus, was auch die erste Erwähnung ist. Sie ist ein Schweizer Kulturdenkmal von regionaler Bedeutung, Nr.: 6970 (Kapelle zur Hohen Stiege, mit Kapellenweg).

## Gnadenort
In der ersten Hälfte, bis über die Mitte des 19. Jahrhunderts, wurden nach einem Bericht des Pfarrers Peter Venetz von 1860 totgeborene Kinder zu der Kapelle gebracht. Die kleineren wurden dort in der Nähe bestattet und die grösseren in einem dafür vorgesehenen Teil des Friedhofes. In der zweiten Hälfte des 19. Jahrhunderts gab es Bittprozessionen um Regen von Gläubigen aus dem Vispertal.

## Rezeption
Carl Zuckmayer beschreibt im letzten Kapitel seiner Autobiographie Als wär’s ein Stück von mir, die Kapelle und ihre Umgebung im Jahr 1938. Er war, noch vor seiner Emigration in die USA, mit seiner Frau auf dem Kapellenweg von Saas-Grund nach Saas-Fee gewandert: 

«Und an die seitlich aufragende Wand geschmiegt, fast in sie eingebaut, stand jene Wallfahrtskirche, die man ‹Maria zur Hohen Stiege› nennt, mit gewölbter Tür, […] von einem zierlichen Glockentürmchen aus ockerfarbenem Tuffstein gekrönt. Über ihr zweifach geschachteltes Dach weg und durch die von der Luft leicht bewegten Kronen der Lärchenbäume hindurch blickte man in einen ungeheueren Glanz,[…]. Es war das Abendleuchten von den Gipfeln der Viertausender.»